# 火地亞屬
火地亞屬（学名：Hoodia），又名麗杯角屬，是夹竹桃科蘿藦亚科下的一屬開花植物。它們是肉質植物，有著像仙人掌的形態。它們可以生長達1米高，花朵很大，一般呈黃褐色及有強烈的氣味。
大部份火地亞屬物種都是受保護植物，分佈在由納米比亞中部至安哥拉南部的納米比沙漠，尤其生長在平原及岩石區。
火地亞屬有幾個物種已被種植在花園內，而其中一種蝴蝶亞仙人掌更被研究用作抑制食慾。過往幾年間，它們被大量採集作為減肥藥。
於2008年，世界植物園保育協會（Botanic Gardens Conservation International）將400種草藥列作有滅絕的風險，當中就包括了火地亞屬。火地亞屬正受到《瀕危野生動植物種國際貿易公約》附錄二的保護。
属名Hoodia为纪念19世纪英国多肉种植家Mr. Hood而命名。

## 下属物种
本属包括以下物种：
- Hoodia alstonii
- Hoodia currorii
- Hoodia dregei
- Hoodia flava
- 蝴蝶亞仙人掌 Hoodia gordonii ，也称丽杯阁，种名以为18世纪苏格兰自然学家及艺术家Robert J. Gordon命名。
- Hoodia juttae
- Hoodia mossamedensis
- Hoodia officinalis
- Hoodia parviflora
- Hoodia pedicellata
- Hoodia pilifera
- Hoodia ruschii
- Hoodia triebneri

## 保育狀況
本属所有种均被列為《瀕危野生動植物種國際貿易公約》（CITES）附錄二的物種，被限制出口及貿易。

## 外部連結
- Germplasm Resources Information Network: Hoodia（页面存档备份，存于）